# 石济客运专线
石济客运专线是中国一条连接河北省石家庄市与山东省济南市的客运专线，为青银通道组成部分。

## 概览
线路全长323.112km，共设11个车站，分别为石家庄、石家庄东、藁城南、辛集南、衡水北、景州、德州东、平原东、禹城东、齐河、济南东，同时通过联络线接入济南西站。2017年12月28日石家庄站-齐河站区段（齐河站暂缓开通）及引入京沪高铁济南西站的济南西联络线竣工通车，全线于2018年12月26日与济南东站同时竣工。
石济客运专线建成后，将在济南东站与济青高速铁路和既有石太客运专线连通，形成青太客运专线。届时，济南到石家庄的运行时间将从现在的4小时缩短至2小时，青岛到太原将由现在的近11小时缩短到5小时42分钟。值得一提的是，该线也是中国“四纵四横”高速铁路网中，最后一条建成开通的横向线路。

## 历史
- 2014年3月16日，石济客运专线山东段开工。
- 2016年7月15日，山东段开始铺轨[8]。
- 2016年12月21日，接入济南西站的济南西联络线全线贯通。[9]
- 2017年5月10日，石济客运专线全线铺通。[10]
- 2017年9月8日，石济客运专线全线接触网成功带电。[11]
- 2017年12月28日，石济客运专线正式开通运营。[12]首发列车为石家庄始发，开往青岛北的D1611次[7]。

## 开行列车
石济客运专线开通后，运营初期共开行9对动车组列车，其中新增8对，调整运行区段1对。2018年4月10日调图后，新增5对列车；2018年7月1日调图后，新增12对列车，其中包括高速动车组列车。因应2018年底济青高速铁路开通，铁路于2019年1月5日再次调图，并首次开行石济客专至京沪高铁、济青客专之间的列车。
目前，石济客运专线共开行50对列车，详情如下：
- 沈阳↔连云港的高速动车组列车1对
- 北京南↔岚山西的高速动车组列车高峰线1对
- 北京南↔青岛/青岛北的高速动车组列车日常线3对、高峰线1对
- 北京南↔威海的高速动车组列车1对
- 石家庄↔济南西的动车组列车日常线2对、周末线3对、高峰线4对
- 石家庄↔青岛北的动车组列车1对
- 石家庄↔烟台的动车组列车1对
- 石家庄↔威海的动车组列车2对
- 石家庄↔荣成的动车组列车1对
- 石家庄↔盐城北的高速动车组列车1对
- 石家庄↔上海虹桥的高速动车组列车1对
- 平原东↔威海的动车组列车周末线1对
- 平原东↔荣成的动车组列车1对
- 太原↔秦皇岛的快速旅客列车1对
- 太原↔上海的快速旅客列车1对
- 太原南↔青岛北的动车组列车1对
- 太原南↔荣成的高速动车组列车1对
- 太原南↔上海虹桥的高速动车组列车高峰线1对
- 太原南↔杭州东的高速动车组列车1对
- 运城北↔济南西的动车组列车1对
- 运城北↔青岛的动车组列车1对
- 运城北↔威海的高速动车组列车1对
- 济南西/济南东↔青岛/青岛北的高速动车组列车4对
- 济南西↔烟台的高速动车组列车1对
- 郑州东↔青岛北的高速动车组列车2对
- 郑州东↔威海的高速动车组列车2对
- 成都东↔烟台的高速动车组列车1对
- 西安北↔威海的高速动车组列车1对
- 兰州西↔青岛北的高速动车组列车1对
- 兰州西↔青岛北的高速动车组列车1对
- 上海虹桥↔青岛的高速动车组列车1对
- 武汉↔青岛北的高速动车组列车1对
- 广州南↔济南西的高速动车组列车1对

## 车站
| 石济客运专线                 |              |        |          |        |          | |                                     |      |
| 名称                         | 里程（公里） | 所在地 | 所在地   | 所在地 | 规模     | 连接铁路 | 城市轨道交通换乘路线                | 备注 |
| 石家庄站                     | 0            | 河北省 | 石家庄市 | 桥西区 | 13台30线 | 京广高速铁路 石太客运专线 京广铁路 石德铁路 石太铁路                                                                      | 石家庄地铁3号线 石家庄地铁2号线     |      |
| 石家庄东站                   | 18           | 河北省 | 石家庄市 | 裕华区 | 3台7线   | 不適用 | 石家庄地铁1号线                     |      |
| 藁城南站                     | 40           | 河北省 | 石家庄市 | 藁城区 | 2台4线   | 不適用 | 不適用                              |      |
| 辛集南站                     | 73           | 河北省 | 石家庄市 | 辛集市 | 2台4线   | 不適用 | 不適用                              |      |
| 衡水北站                     | 116          | 河北省 | 衡水市   | 桃城区 | 2台6线   | 石衡沧港城际铁路 | 不適用                              |      |
| 景州站                       | 160          | 河北省 | 衡水市   | 景县   | 2台4线   | 不適用 | 不適用                              |      |
| 德州东站                     | 205          | 山东省 | 德州市   | 德城区 | 5台13线  | 京沪高速铁路 | 不適用                              |      |
| 平原东站                     | 229          | 山东省 | 德州市   | 平原县 | 2台4线   | 不適用 | 不適用                              |      |
| 禹城东站                     | 248          | 山东省 | 德州市   | 禹城市 | 2台4线   | 不適用 | 不適用                              |      |
| 齐河站                       | 277          | 山东省 | 德州市   | 齐河县 | 2台5线   | 济南西联络线往济南西站 | 不適用                              |      |
| 济南东站                     | 307          | 山东省 | 济南市   | 历城区 | 13台27线 | 济青高速铁路 济莱高速铁路 京沪高速铁路（济南东联络线） 胶济客运专线（黄东联络线、五里堂联络线） 济滨城际铁路 济枣高速铁路 | 济南轨道交通3号线 济南轨道交通6号线 |      |
| 注：斜体为规划或在建中的线路 |              |        |          |        |          | |                                     |      |